# Fettlever
Fettlever (leversteatos) är ett medicinskt tillstånd vilket innebär att fetter ansamlas i den drabbades leverceller. Leversteatos definieras som att mer än 5 procent av en människas lever består av fett. Med steatos avses egentligen fettinfiltration oavsett var den är belägen.
Fettlever kan generellt delas i två huvudgrupper: icke-alkoholrelaterad fettlever (NAFLD) och alkoholrelaterad fettlever.

## Symtom
Inlagring av fett i levern gör levern förstorad (hepatomegali). Obehandlad kan fettlever leda till skrumplever (levercirros) och inflammation i levern.

## Orsaker

### Aktiva
Den absolut vanligaste orsaken är övervikt. Näst vanligast är alkoholkonsumtion (Livsmedelsverket rekommenderar att intaget av alkohol för en vuxen person ej överstiger 10 gram per dag för kvinnor och 20 gram per dag för män). Även vissa läkemedel kan orsaka fettlever såsom kortison, metotrexat och amiodaron. Andra riskfaktorer kan vara svält, en gastric bypass-operation eller snabb viktnedgång.

### Passiva
Fettlever kan orsakas av ett flertal sjukdomar, bland annat hepatit C (ffa genotyp 3) och obehandlad celiaki. Det finns även ett syndrom som kallas akut fettlever av graviditet. Det är ett sjukdomsförlopp som drabbar ett litet antal kvinnor i slutet av deras graviditeter. Då fostret saknar möjligheten att bryta ner långa fettsyror samtidigt som patienten själv har reducerad förmåga att bryta ner fettsyrorna överbelastas patientens lever och fettsyrorna ansamlas i leverns celler vilket ger upphov till steatos.

## Diagnostisering
Leverbiopsi är den mest pålitliga metoden för att diagnostisera fettlever. Man kan dock även se fettlever genom radiologiska (bilddiagnostiska) metoder såsom ultraljud eller datortomografi. Magnetisk resonanstomografi och magnetresonansspektroskopi är modernare tekniker som kan kvantifiera fettinnehållet på ett mer precist sätt. Dessa noninvasiva metoder kan användas för att säkerställa att det faktiskt är steatos patienten lider av och att patientens symptom inte beror på annan sjukdom, å andra sidan är de radiologiska metoderna inte tillräckligt effektiva när det gäller att särskilja de olika orsakerna till den uppmätta steatosen och kan därför inte användas för att ställa en slutgiltig diagnos.

## Konsekvenser
Tillståndet är oftast ofarligt och kan gå i regress genom viktnedgång. Ändå har olika studier visat att mer än hälften av patienter med NAFLD kan utveckla ett inflammatoriskt tillstånd, detta benämns då som icke-alkoholrelaterad steatohepatit (NASH). Detta kan progrediera till skrumplever (levercirros) och levercancer i ytterligare en del av fallen.

## Behandling
Det finns ingen känd, effektiv behandling mot vare sig NAFLD eller NASH förutom viktnedgång. Bariatrisk kirurgi har visat preliminärt lovande resultat, men enbart fettlever är inte en indikation för kirurgi. NAFLD är oftast kopplat till det metabola syndromet, och patienter med både NAFLD och NASH har en ökad risk för kardiovaskulär sjukdom. Ny forskning antyder dock att ett intag av E-vitamintillskott och/ eller andra livsmedel med ett högt innehåll av vitamin E så som nötter, berikade frukostflingor och vegetabiliska oljor kan lindra de symptom som framträder av långt framskriden sjukdom.

## Epidemiologi
Fettlever orsakad av övervikt benämns non-alcoholic fatty liver disease (NAFLD). 25-35% den amerikanska populationen beräknas ha steatos, samtidigt utvecklar 90-100% av Amerikas storkonsumenter av alkohol steatos. I kontrast så uppmättes steatos endast i 46,4% av de testade storkonsumenterna av alkohol i en studie från norra Italien.